# Río Cazones
El río Cazones es un corto río de México de la vertiente del golfo de México. Se origina en los manantiales de la sierra Madre Oriental en el estado de Hidalgo y atraviesa la región montañosa del norte del estado de Puebla en su recorrido hacia las planicies costeras del estado de Veracruz, para desembocar finalmente en las aguas del golfo de México. Este sistema provee al sistema de agua potable de la ciudad veracruzana de Poza Rica de Hidalgo.
La importancia del río Cazones estriba en que es un recurso natural básico para las actividades humanas en la región, sin embargo la mayor parte de sus aguas están contaminadas al ser utilizado como canal receptor de desechos a su paso por la ciudad de Poza Rica de Hidalgo y su zona industrial, compuesta básicamente por instalaciones petroleras, entre las que se pueden citar un complejo petroquímico y un complejo procesador de gas, ambos operados por la empresa paraestatal Petróleos Mexicanos. El tratamiento de las aguas negras que se generan en la ciudad de Poza Rica se encuentra entre los proyectos que tienen prioridad para los gobiernos recientes, lo cual podría ayudar a resolver parte del problema. La contaminación del agua afecta no únicamente a los seres vivos que habitan en las aguas contaminadas del río Cazones, sino también a otros organismos que dependen de ellos para su subsistencia.